# Гомосексуальный манифест
«Гей-революционер» (англ. Gay Revolutionary), более известный как «Гомосексуальный манифест» (англ. Gay Manifesto или Homosexual Manifesto), — сатирическое эссе, вышедшее в 1987 году за подписью «Майкл Свифт».

## История
Это эссе — преувеличенный, доведённый до безумия текст, написанный в приступе ярости и являющейся трагической и жестокой фантазией о том, как угнетённый отчаянно мечтает быть угнетателем.
Мы будем сексуально использовать ваших сынов, символ вашей немощной мужественности, ваших банальных мечтаний и безвкусной лжи. Мы будем совращать их в ваших школах, в ваших общежитиях, в ваших спортзалах, в ваших раздевалках, в ваших спорткомплексах, в ваших семинариях, в ваших молодёжных группах, в туалетах ваших кинотеатров, в ваших армейских казармах, в ваших мотелях, во всех ваших мужских клубах, в вашем Конгрессе — везде, где мужчины встречаются с другими мужчинами. Ваши сыновья станут нашими приспешниками и будут выполнять наши прихоти. Они будут переделаны по нашему образу и подобию. Они будут жаждать и боготворить нас.
<…>
Трепещите, гетеро-свиньи, потому что мы предстанем перед вами без масок.
We shall sodomize your sons, emblems of your feeble masculinity, of your shallow dreams and vulgar lies. We shall seduce them in your schools, in your dormitories, in your gymnasiums, in your locker rooms, in your sports arenas, in your seminaries, in your youth groups, in your movie theater bathrooms, in your army bunkhouses, in your truck stops, in your all male clubs, in your houses of Congress, wherever men are with men together. Your sons shall become our minions and do our bidding. They will be recast in our image. They will come to crave and adore us.
<…>
Текст эссе впервые был опубликовал в 1987 году бостонской газете Gay Community News (с англ. — «Новости гей-сообщества»). В качестве автора указан Майкл Свифт (англ. Michael Swift) — предположительно это псевдоним.
В оригинале текст эссе сопровождался дисклеймером о том, что оно представляет собой «преувеличенный, доведённый до безумия текст, написанный в приступе ярости и являющейся трагической и жестокой фантазией о том, как угнетённый отчаянно мечтает быть угнетателем». В более поздних перепечатках этот дисклеймер был опущен.
Многие религиозные и социальные консерваторы рассматривают эссе всерьёз, считая его доказательством существования «гомосексуального плана» — скоординированных усилий ЛГБТ-сообщества по уничтожению «традиционной» семьи. Как отмечают журналисты и исследователи культурной войны Крис Булл (англ. Chris Bull) и Джон Галлахер (John Gallagher), большинство геев и лесбиянок никогда не слышали про это эссе, не говоря уже о том, чтобы соглашаться со сказанным в нём, а гей-сообщество слишком дизорганизовано и политически разнородно, чтобы договориться об общем «гомосексуальном плане».
Текст стал широко известен после того, как он был перепечатан в 1989 году в Congressional Record. Это произошло благодаря члену Палаты представителей США Уильяму Даннемейеру. 

## Критика
Диди Хермен (англ. Didi Herman), профессор юриспруденции и социальных изменений в Килском университете, называет эссе «возмутительной и, вероятно, безвкусной сатирой». Она сравнивает его ошибочное использование христианскими правыми в качестве свидетельства гомосексуального заговора с тем, как поддельные «Протоколы сионских мудрецов» используются в качестве свидетельства заговора о том, что миром правят евреи.
Крис Булл (англ. Chris Bull) и Джон Галлахер (John Gallagher), американские журналисты и исследователи культурной войны, считают, что хроническое использование религиозными правыми этого эссе является свидетельством «если не целенаправленного искажения, то как минимум скорбного непонимания ими ключевых целей сторонников прав геев».
Мел Уайт, американский священнослужитель и автор книг на религиозную тематику, называет эссе «злым, но очень умным», рассматривая его как «сатиру на смехотворные обвинения, которыми бросаются [в адрес геев] лидеры религиозных и политических правых».
Лора Бриггс, американская феминистка и историк, считает, что эссе идеально подходит к продвигаемой христианскими правыми повестке заботы о детях и семье, и трудно поверить, что это не они его написали.